# Bisdom Córdoba (Mexico)
Het bisdom Córdoba (Latijn: Dioecesis Cordubensis in Mexico) is een rooms-katholiek bisdom met als zetel Córdoba, in Mexico. Het bisdom is suffragaan aan het aartsbisdom Jalapa. 

## Geschiedenis
Het bisdom werd opgericht op 15 april 2000, uit delen van het aartsbisdom Jalapa. 

## Parochies
Het bisdom had in 2021 een oppervlakte van 4.214 km2 en telde 842.000 inwoners waarvan 89,8% rooms-katholiek was.

## Bisschoppen
- Eduardo Porfirio Patiño Leal (15 april 2000 - 4 juli 2020)
- Eduardo Cirilo Carmona Ortega (4 juli 2020 - heden; coadjutor sinds 6 november 2019)

Jalapa (aartsbisdom) · Coatzacoalcos · Córdoba · Orizaba · Papantla · San Andrés Tuxtla · Tuxpan · Veracruz